# Marion Adnams
Marion Elizabeth Adnams (n. 3 decembrie 1898, Derby, Regatul Unit al Marii Britanii și Irlandei – d. 24 octombrie 1995, Derby, Anglia, Regatul Unit) a fost un artist plastic englez, excelând ca pictoriță, gravoare, tipografă, desenatoare și muralistă. Adnams este mai ales cunoscută pentru picturile sale  suprarealiste, în care apar frecvent diverse obiecte, ce par a nu fi conectate în vreun fel, în tot felul de locuri nefamiliare, adesea aflate în mediul înconjurător. Unele din picturile sale descriu peisaje, forme de relief și repere cunoscute din apropierea orașului său natal, Derby.

## Biografie

### Primii ani, educație
Adnams s-a născut pe 3 decembrie 1898 la adresa 22 Otter Street, în orașul Derby, ca singura fiică a lui John Frederick Adnams și al soției sale, Mary Elizabeth Smith. Talentul ei artistic a fost recunoscut și încurajat de tatăl viitoarei artiste plastice, el însuși un sculptor în lemn, care preda ore de arte vizuale la Derby School.
După terminarea studiilor la Parkfield Cedars School din Derby, Marion ar fi vrut să studieze artele frumoase, dar în final a ajuns studentă a Univerității din Nottingham, pe care a terminat-o cu o diplomă de Bachelor of Arts in Modern Languages (Grad universitar de bachelor în artă, cu specialitatea în limbi moderne) în 1919.

### Carieră ca profesoară și artist plastic
Între 1927 și 1930, Adnams a călătorit în Belgia, Franța și Italia producând mai multe lucrări dintre care se distingeau cele în lemn, printre care se remarcau, gravurile în lemn ale clădirilor cu arhitectură deosebită pe care le-a întâlnit în drum. Acestea au constituit obiectul ulterior al unor expoziții personale, organizate la Derby Art Gallery, respectiv sub egida Derby Women's Art Club, fiind întâmpinate cu oarecare căldură de către public.
Cariera profesională de profesoară și-a început-o ca profesoară de arte frumoase la Derby's Central School for Girls, după care, fiind recomandată de către Derbyshire Education Committee, s-a mutat la nou-deschisa școală de fete Homelands Grammar School for Girls, în octombrie 1937. După cel de-al doilea război mondial, în 1948, Marion Adnams a fost numită lector senior la Derby Diocesan Training College, unde a urcat toate treptele universitare, devenind în final șefa catedrei de Arte Frumoase.
Între 1938 și 1970, Adnams a realizat majoritatea operelor suprarealiste pentru care este mai ales recunoscută. În tot acest timp, artista plastică a expus pe simezele British Art Centre din Londra, alături de alți artiști britanici, precum Duncan Grant, Augustus John, Henry Moore, Jacob Epstein și Eileen Agar. În 1944, Adnams a avut o expoziție „în trei,” la Modern Art Gallery din Londra, alături de Jack Bilbo și Max Ernst. În 1939, Adnams a vândut prima sa lucrare, pictura The Living Tree (ce usese pictată în același an), galeriei de artă din Manchester, Manchester Art Gallery, cu ocazia includerii sus-numitei lucrări în colecția Rutherson Collection of Modern Art for Schools (Colecția de artă modernă Rutherson pentru școli). Vânzări ulterioare, ale altor lucrări ale artistei plastice, către  Derby Art Gallery, începând cu 1945 și către Salford Museum and Art Gallery, respectiv Nottingham Castle Museum, din anii timpurii 1950, dar și unor colecționari particulari, au asigurat consolidarea poziției lui Marion Adnams, ca una din reprezentantele semnificative ale suprarealismului britanic feminin, recunoscute de publicul larg.

### După „pensionare”
Adnams s-a pensionat în 1960 din cariera didactică, unde practicase ca profesoară de limbi moderne și de artă, utilizându-și timpul liber și independența financiară pentru a se explora ca artist plastic în multiple direcții. După cumpărarea unei case în Franța, a produs numeroase alte lucrări, producând acum în varii medii artistice, utilizând ca inspirație peisajul Provenței, dar și din alte părți. În 1966, artista a realizat o serie de picturi murale pentru Immanuel Church din Stapenhill, near Burton upon Trent.
În 1968, la vârsta de șaptezeci de ani, artista a devenit parțial oarbă. Pe măsură ce condiția i s-a înrăutățit, nu a mai fost capabilă să picteze. Marion Adnams a decedat în localitatea sa natală, Derby, în ziua de marți, 24 octombrie 1995, la vârsta de nouăzeci-și-șase de ani. Funeraliile sale au avut loc la Derby Cathedral în ziua de joi, 2 noiembrie 1995, după care a fost înmormântată la Nottingham Road Cemetery din Derby.

## Expoziții (generale și personale)
- 1939 — First Exhibition of Paintings, Sculptures, and Watercolours by Members of the British Art Centre (Prima expoziție de picturi, sculpturi și acuarele a membrilor Centrului de artă britanic), la Stafford Gallery, Londra
- 1940 — People and Flowers: the Fourth Exhibition of the British Art Centre (Oameni și flori - a patra expoziție a Centrului de artă britanic), la Stafford Gallery, Londra
- 1940 — Limelight (Lumina reflectoarelor), la Stafford Gallery, Londra
- 1943 — Northern Artists Exhibition (Expoziția artiștilor plastici nordici), la en Manchester Art Gallery
- 1944  —  "The World of Imagination" - An Exhibition of Oodles, Abstracts, Surrealism, Merz-Sculpture, Constructivism and Symbolism („Lumea imaginației” - O expoziție de oodles, lucrări abstracte, suprarealism, sculptură merz, constructivism și simbolism), la 'Modern Art Gallery Limited, Londra
- 1971 — Marion Adnams: a Retrospective Exhibition of Paintings and Drawings (Marion Adnams - Expoziție retrospectivă de picturi și desene), la Midland Group Gallery în Nottingham
- 1995 — British and European Surrealism (Suprarealismul britanic și european), la Wolverhampton Art Gallery and Museum
- 2009 — Angels of Anarchy: Women Artists and Surrealism (Angeli ai anarhiei - Artiste plastice și suprarealismul), la Manchester Art Gallery
- 2011 — Three Stones in the City of Ladies (Trei pietre în Orașul Doamnelor), la en Nottingham Castle Museum
- 2017 — John Armstrong: Dream and Reality, at The Atkinson, Southport
- 2017 / 2018 — Marion Adnams - A Singular Woman (Marion Adnams - O femeie unicat) la Derby Museum and Art Gallery, Derby

## Recunoaștere
Lucrări ale artistei originare din Derby pot fi găsite în diferite colecții de artă private, dar și în colecții publice de artă, precum sunt cele din Manchester Art Gallery,  en Salford Museums,  en Nottingham Castle Museum and Art Gallery, Leicestershire County Council și en Scottish National Gallery of Modern Art. Colecția publică, care are cel mai bogat și variat conținut al artistei plastice, se găsește la en Derby Museums Trust, din localitatea natală a lui Adnams.
În 2011, pălărierul britanic en Stephen Jones a proiectat și creat un set de pălării, intitulat Drifting and Dreaming, inspirat de lucrările lui Marion Adnams.

## Alte articole
- Artiste plastice suprarealiste
- Suprarealism